# Ras Abu Rudajs
Ras Abu Rudajs (arab. رأس أبو رديس) – miejscowość w Egipcie w zachodniej części półwyspu Synaj, na przylądku o tej samej nazwie nad Morzem Czerwonym w Zatoce Sueskiej w muhafazie Synaj Południowy, położona przy drodze z Suezu do Szarm el-Szejk, na południe od miasta Abu Rudajs (Abou Redis).
Ponad 1 km na północny wschód od Ras Abu Rudajs znajduje się Port lotniczy Abu Rudajs.